# Фізика чи хімія (телесеріал, 2011)
Фізика чи хімія — російський телесеріал, адаптація однойменного іспанського телесеріалу, знятий компанією «Костафільм» на замовлення каналу СТС. На телеканалі СТС серіал транслювався о 20:00, з повтором о 9:30 наступного дня. З 26 вересня 2011 серіал став виходити в 9:30, з повтором о 00:30 наступного дня. 29 вересня була показана заключна, 20-та серія першого сезону телесеріалу.
З 3 січня по 1 лютого 2012 серіал був показаний на українському каналі «ТЕТ».
З 16 січня по 10 лютого 2012 року серіал був показаний на білоруському каналі «ВТВ».

## Сюжет
Серіал є прототипом іспанського молодіжного серіалу, що викликав справжній фурор. У «проблемну» школу приходить працювати група молодих вчителів. Ще вчора вони самі сиділи за партами, а сьогодні повинні навчати тих, кого цікавить тільки пиво, секс і комп'ютерні ігри. Підлітки здатні до таких речей, як: агресія, знущання, суїциди, секс і наркотики, расизм і гомофобія — це ще не повний перелік підліткових «розваг»! Молоді вчителі сповнені ентузіазму, але поряд з такими школярами почуваються безпорадно. Та й в їх дорослому житті вистачає проблем, розібратися з якими не допоможе жоден підручник. Кожну хвилину: по дорозі на роботу, в класі, в учительській — вони змушені робити вибір. Стати друзями або лишитись виключно колегами, сперечатися або підкорятися, вчити чи вчитися?
У серіалі порушено такі проблеми: проблема батьків і дітей, проблема вчителів та підлітків, але однією з найбільших проблем все ж стає кохання, протистояти якому не здатен жоден вчитель.

## У ролях
| Актор               | Роль                                                                     |
| ------------------- | ------------------------------------------------------------------------ |
| Вікторія Полторак   | Ірина Сергіївна Некрасова                                                |
| Марія Вікторова     | вчитель літератури                                                       |
| Олександр Лучінін   | фізрук                                                                   |
| Сергій Годін        | Ерік син завуча                                                          |
| Любов Германова     | Клара Василівна директор школи                                           |
| Дмитро Суржиков     | Дмитро Миколайович Хворостов вчитель риторики, керівник шкільного театру |
| Олександр Смирнов   | завуч                                                                    |
| Гела Месхі          | Алекс                                                                    |
| Марія Сабітова      | Марія                                                                    |
| Юнчен Жуань         | Джан (китаєць)                                                           |
| Олексій Коваль      | Ігор Горка                                                               |
| Наталія Скоморохова | Рита                                                                     |
| Ілля Йосипов        | Федір                                                                    |
| Лілія Розакова      | Кіра                                                                     |
| Сергій Давидов      | Макс                                                                     |
| Костянтин Тополага  | Костянтин Петрович Кабанов                                               |